# Рикардо Дриго
Рикардо Еудженио Дриго (на италиански: Riccardo Eugenio Drigo; на руски: Ричард Евгениевич Дриго, 30 юни 1846 – 1 октомври 1930) е италиански оперен и балетен композитор, театрален диригент и пианист.
Дриго е известен с дългата си кариера като капелмайстор и музикален директор на Мариинския имперски театър в Санкт Петербург, където композира оригинални творби и добавки за съществуващи произведения за постановките на Мариус Петипа и Лев Иванов. Дирижира почти всички премиери и представления на балетите и италианските опери, представяни на сцената на Имперския театър.
Дриго е известен както с оригиналната си музика, така и с допълненията си към съществуващи балетни произведения, вкл. „Лебедово езеро“ на Чайковски. Много от произведенията на Дриго се смятат за основни в класическия балетен репертоар.

## Биография

### Произход и младежки години
Роден в Падуа в семейство на адвоката Силвио Дриго и общественичка от рода Лупати. В семейството няма изявени музикални таланти. Дриго започва да учи пиано на 5-годишна възраст и като тийнейджър се радва на местна популярност. Учи в престижната консерватория във Венеция при Антонио Буцола, ученик на Гаетано Доницети. Първите му композиции са романси и валсове. През 1862 г. участва в местния любителски оркестър в Падуа. С годините развива интерес и към диригентството. Първата му изява като диригент е през 1868 г. като заместник на болния капелмайстор на Театър „Гарибалди“. Представянето му е впечатляващо и скоро след това е назначен за втори капелмайстор. През 70-те години е диригент на оперите във Венеция и Милано.
През 1878 г. директорът на руския Имперски театър в Санкт Петербург – барон Карл Кистер, забелязва Дриго на представление на „Любовен еликсир“ на Доницети в операта в Падуа. Кестер е впечатлен, че Дриго дирижира без ноти. Дриго му показва и собствени произведения и получава шестмесечен договор да дирижира италианската опера на театъра.

## Руски период
Скоро след пристигането си в Петербург Дриго дирижира почти целия репертоар италианска опера на Имперския театър. Впечатлява със способността си да дирижира произведения като „Аида“ и „Бал с маски“ на Верди по памет.
Имперската италианска опера е закрита от Александър III през 1884 г. в опит да подпомогне развитието на руската оперета и Дриго остава без работа. През 1886 г. заема мястото на пенсиониралия се капелпмайстор на Имперския балет на Санкт Петербург Алексей Папков. Дебютът на Дриго е на 7 октомври 1886 г., когато дирижира най-популярната постановка в репертоара – „Дъщерята на фараона“ по музика на Цезар Пуни. Сред публиката са императорът и императрицата Мария Фьодоровна, които са изявени балетомани и дават на балета щедра издръжка. Императорът е толкова впечатлен от Дриго, че го аплодира на крака.
През 1886 г. Лудвиг Минкус се пенсионира и длъжността му на първи композитор на Имперския балет е съкратена от директора на балета Иван Всеволожки, с цел да разнообрази музикалния репертоар. Дриго, вече доказал се композитор, става и музикален директор, добавяйки към задълженията си на капелмайстор и тези на композитор и аранжор на музиката на балетната трупа.
През 1886 г. първият балетмайстор на трупата Мариус Петипа възстановява романтичния шедьовър на Жул Перо „Есмералда“ за гастрола на италианската балерина Вирджиния Зуки. Дриго е натоварен със задачата да опресни музиката на Пуни, като добави Pas d'action в четири части, които подчертават драматичния талант на Зуки, вкл. виртуозно соло за цигулка и чело. Солото за цигулка е писано специално за Леополд Ауер, първа цигулка на оркестъра на Имперския театър. Премиерата на новата постановка на 17 (29) декември 1886 г. преминава успешно. Императорското семейство е сред публиката. Добавеното от Дриго Pas d'action остава част от балета и до днес и често се играе самостоятелно като La Esmeralda Pas de Six
След успеха на Есмералда Всеволожки поръчва на Дриго да композира изцяло нов балет. Това е „Омагьосаната гора“ (La Forêt enchantée), която става и първата изцяло нова постановка за новоназначения втори балетмайстор Лев Иванов. Постановката е направена специално за абсолвентската продукция на Имперската балетна школа. Въпреки че хореографията на Иванов не се радва на успех, музиката на Дриго е оценена високо от критиката.
Творчеството на Дриго е силно повлияно от естетиката на Делиб. Музиката на най-добрите балети на Дриго е изящна, мелодична и удобна за танцуване.
През 1888 г. Петипа подготвя следващата си постановка – „Весталката“ по музика на Михаил Иванов, специално за гастрола на италианката Елена Корналба. Впечатлена от успеха на „Омагьосаната гора“, Корналба поръчва няколко допълнителни музикални епизода. Дриго композира две вариации за Корналба – „Ехото“ и „Валс миньон“, и още две за персонажа на Купидон и балерината Мария Горшенкова.

### Талисманът
За следващата си постановка – „Талисманът“, Корналба моли Дриго да напише цялата музика. Въпреки пищната продукция и въодушевяваща хореография на Петипа, критиката и публиката не са впечатлени от историята на индийска богиня, която слиза на земята, за да се опита да устои на изкушението на земната любов. Независимо от това, музиката на Дриго е обявена за шедьовър.
В следващите години Дриго неколкоратно е молен от Петипа и Иванов да композира множество музикални добавки към съществуващи балети. Към 1919 г., когато Дриго напуска Санкт Петербург, в почти всички балети в репертоара на театъра има негови добавки. Дриго по-късно споделя в мемоарите си, че е написал към 80 произведения и почти не е получавал допълнително заплащане.
През 1889 г. Дриго се настанява в Гранд хотел в Санкт Петербург, където живее почти тридесет години. По това време той се сприятелява и с Чайковски, който пише музиката за „Спящата красавица“. Вечерта на генералната репетиция Дриго е с треска и моли Чайковски сам да дирижира оркестъра. За най-голяма изненада Чайковски отказва под предлог, че ще развали музиката. Премиерата на балета е на 3 (15) януари 1890 г. През годините Дриго дирижира почти 300 представления на „Спящата красавица“ в Мариинския театър.
Участва в първата постановка на „Спящата красавица“ (1890 г.). Две години по-късно – на 6 (18) декември 1892 г., Дриго дирижира и следващата премиера на Чайковски – „Лешникотрошачката“.

### Вълшебната флейта (La Flûte magique)иПробуждането на Флора (Le Réveil de Flore)
През 1893 г. Дриго композира ново произведение за годишната абсолвентска продукция на Имперската балетна школа – „Вълшебната флейта“, чийто сюжет се върти около инструмент, на който танцьорите не могат да устоят. Хореограф е Лев Иванов, а премиерата е на 23 януари (4 февруари) 1893 г. В главната роля на Люк е младият Михаил Фокин. Балетът се радва на голям успех и два месеца по-късно е преместен на сцената на Мариинския театър, където се радва на по-мащабна продукция. Музиката на Дриго е отново високо оценена:
| “ | Г-н Дриго впечатлява слушателя със способността си да създаде почти безкрайно разнообразие на танцувални ритми и мелодии, като същевременно включва богата и почти симфонична оркестрация" | ” |

Следва музиката за балета „Пробуждането на Флора“ на Петипа – анакреонтичен едноактен балет, поставен специално по случай сватбата на великата княгиня Ксения Александровна и великия княз Александър Михайлович в двореца Петерхоф. Премиерата е на 25 юли (6 август) 1895 г. пред целия имперски двор. За тази своя композиция Дриго е награден от император Александър II с орден „Св. Анна“.
Подобно на „Омагьосаната флейта“, „Пробуждането на Флора“ също е поставен в Мариинския театър (премиера 8 (20) януари 1894 г.). Балетът скоро става любим на примите от тази епоха, сред които Матилда Кшесинская, Тамара Карсавина и Анна Павлова (която включва части от него в световните си турнета).

### Лебедово езеро
В края на 1894 г. Дриго се подготвя за важна преработка на музиката на Чайковски за „Лебедово езеро“, първоначално написана за московския Болшой театър през 1877 г. След успехите на „Спящата красавица“ и „Лешникотрошачката“, директорът на петербургските театри Иван Всеволожки проявява интерес към възстановяването на „Лебедово езеро“. Дриго споделя, че е знаел, че Чайковски не е удовлетворен от инструментацията на балета и че е имал намерение сам да се заеме с подобрението, но така и не успява.

Чайковски умира на 25 октомври (6 ноември) 1893 г., точно когато започва планирането на новата продукция на Лебедово езеро. Балетът е включен в програмата за сезон 1894 – 1895 г. Братът на Чайковски – Модест, дава съгласието си Дриго да преработи музиката, което е направено под надзора на Петипа. В своите мемоари Дриго споменава: 
| “ | ...съдбата ми отреди, подобно на хирург, да направя операция на „Лебедово езеро“ и за се опасявах, че няма да мога да обхвана индивидуалността на великия руски майстор. | ” |

Новата премиера е на 15 (27) януари 1895 г. в Мариинския с участието на примабалерина асолюта Пиерина Леняни в ролята на Одета/Одилия. Редакциите на Дриго остават в сила и до днес, въпреки че неговото име много рядко се споменава.

### Перлата
Следващата композиция на Дриго е балетът „Перлата“ („Прелестная жемчужина“, хор. Петипа), включен в галата по случай коронацията на цар Николай III и императрица Александра Фьодоровна. Премиерата е на 17 (29) май 1896 г. в Имперския болшой театър в Москва.
През 1898 г. участва в поставянето на балета Раймонда, по хореография на Мариус Петипа и музика на Александър Глазунов.

### Арлекинада
През 1899 г. Петипа започва работа върху сценарий за балет върху епизоди от италианската Commedia dell'arte, който той нарича Les Millions d'Arléquin (Милионите на Арлекино). Това става най-популярното произведение на Дриго. Поставено е първоначално в театъра на Ермитажа, а после и на сцената на Мариинския. Премиерата е на 10 (23) февруари 1900 г. с Матилда Кшесинская в ролята на Колумбина и Георги Кякшт в ролята на Арлекино. Сред публиката са императорът, императрицата и целият императорски двор. По заповед на императрицата, балетът е поставен още два пъти специално за императорския двор.

## Последни години в Русия
През пролетта на 1902 г. Дриго и част от балетната трупа са поканени да оставят представление в операта на Монте Карло. Дриго комозира музиката за дивертисмента Côte d'Azur („Лазурният бряг“) по либретото на монакския принц Алберт I. Премиерата е в Зала „Гарние“ на 30 март 1902 г. с участието на примата Олга Преображенская.
Последният балет на Дриго е и последна творба за Петипа – фантастичният балет La Romance d'un Bouton de rose et d'un Papillon („Романс за розата и пеперудата“). Премиерата е планирана за 23 януари (5 февруари) 1904 г., но не се състои поради избухването на Руско-японската война. Поставена е едва през 1919 г. от балетмайстора Александър Чекригин.
Дриго е на почивка в Италия, когато избухва Първата световна война и не успява да се върне в Русия цели две години. След войната съветската власт национализира Гранд хотел и Дриго е принуден да живее в бедност в лагер с други италиански емигранти. В мемоарите си той пише за многото дълги и студени вечери, когато с близкия си приятел и колега Александър Глазунов чакат на опашки за хляб и с шейни карат провизиите си в студ и мраз.
След връщането си във вече бившия Имперски Мариински театър, Дриго е почетен от публиката с петнадесетминутни овации.

## Завръщане в Италия
През 1920 г. Дриго се завръща в Италия. За прощалната гала в Мариинския театър новият балетмайстор Фьодор Лопухов поставя последната творба на Дриго и Петипа – La Romance d'un Bouton de rose et d'un Papillon, поставено под новото заглавие „Приказка за розовата пъпка“. Галата завършва с емоционално слово на руски и италиански, произнесено от известния бас Фьодор Шаляпин.
Дриго оставя всичките си вещи в Русия, освен музикалните си ръкописи, които използа като възглавница по време на двумесечното му пътуване през Одеса и Константинопол до Падуа.
През 1920 г. Дриго става капелмайстор на Театро Гарибалди в Падуа, където много години по-рано е започнала кариерата му. През 1929 г. композира пследната си творба за театъра – операта Il garofano bianco („Белият карамфил“). До края на живота си Дриго дирижира.
Умира на 1 октомври 1930 г. в родната си Падуа. В негова чест днес има улица в града (Via Riccardo Drigo).

## Творби

### Опери
- Don Pedro di Portogallo. 25 юли 1868 г., Театър „Верди“, Падуа.
- La Moglie Rapita. 22 февруари (6 март) 1884 г., Имперски Мариински театър, Санкт Петербург.
- Flaffy Raffles. 1926 г., Театър „Верди“, Падуа.
- Il Garafano Bianco. 1929. Театър „Гарибалди“, Padua.

### Балети
- La Forêt enchantée („Омагьосаната гора“). Фантастичен балет в едно действие, хор. Лев Иванов. 24 март (5 април) 1887 г., Имперска балетна школа; 3(15) май 1887 г., Имперски Мариински театър.
- Талисман. Балет в четири действия и седем картини с пролог и апотеоз, хор.Мариус Петипа. 25 януари (6 февруари) 1889 г., Имперски Мариински театър.
- La Flûte magique („Вълшебната флейта“). Комичен балет в едо действие, хор. Лев Иванов. 23 януари (4 февруари) 1893 г., Имперска балетна школа; 11 (23) април 1893 г., Имперски Мариински театър.
- Le Réveil de Flore („Пробуждането на Флора“). Балет в едно действие, хор. Мариус Петипа. 28 юли (8 август) 1894 г., Петерхофски имперски театър; 2 (14) януари 1895 г., Имперски Мариински театър.
- Les Dryades prétendues. Балет в едно действие и две картини, хор. Павел Гердт. 11 (23) април 1899 г., Имперски руски музей. Музиката е по мотиви на Цезар Пуни.
- La Perle („Перлата“). Балетен дивертисмент в едно действие, хор. Мариус Петипа. 17 (29) май 1896 г., Имперски Болшой театър, Москва; 3 (15) февруари 1898 г., Имперски Мариински театър.
- Les millions d'Arlequin(„Арлекинада“). Балет в две действия, хор. Мариус Петипа. 13(26) февруари 1900 г., Имперски Мариински театър.
- La Côte d’Azur („Лазурният бряг“). Комичен балет в две действия, хор. Александър Ширяев. 30 март 1902 г., Зала „Гарние“, Монте Карло.
- La Romance d'un Bouton de rose et d'un Papillon („Романс за розовата пъпка и пеперудата“). Едноактен фантастичен балет, хор. Мариус Петипа. Премиерата е анулирана.
- Le Porte-bonheur (нова версия на „Талисман“), хор. Луиджи Торнели, 18 юли 1908 г., Ла Скала, Милано.
- Le Conte du Bouton de rose (нова постановка на „Романс за розовата пъпка и пеперудата“), хор. Фьодор Лопухов, 16 април 1919 г., Имперски Мариински театър.

### Преправки
- Есмералда, 1886 г., муз. Цезар Пуни, 1844 г.
- Catarina, ou La Fille du bandit („Катарина, дъщерята на разбойника“), 1888 г., муз. Цезар Пуни, 1846 г.
- Силфида, 1892 г., муз. Жан Шнайцхофер, 1832 г.
- Цар Кандавъл, 1891 г., муз. Цезар Пуни, 1868.
- Лебедово езеро, 1895 г., муз. Пьотр Илич Чайковски, 1877 г.
- Les Caprices du Papillon, 1895 г., муз. Николи Кротков, 1889 г.
- Les Élèves de Dupré, 1897 г. (едноактна версия на L'Ordre du Roi на Мариус Петипа), муз. Алберт Визентини, 1886 г.